# Андекс
Андекс (на немски: Andechs) е селище във федерална провинция Бавария, Германия, разположено на 40 км югозападно от Мюнхен, с население около 3200 жители.
Основни забележителности на Андекс са бенедиктинското абатство Андекс, с красива барокова църква от 1712 г. и манастирска пивоварна „Klosterbrauerei Andechs“, която произвежда едноименната бира Андексер. Композиторът Карл Орф е погребан в манастирската църква.